# James T. Patterson (Politiker)

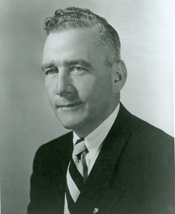
James T. Patterson

James Thomas Patterson (* 20. Oktober 1908 in Naugatuck, Connecticut; † 7. Februar 1989 in Camden, New Jersey) war ein US-amerikanischer Politiker. Zwischen 1947 und 1959 vertrat er den Bundesstaat Connecticut im US-Repräsentantenhaus.

## Werdegang
James Patterson besuchte die öffentlichen Schulen seiner Heimat und danach bis 1929 die Peekskill Military Academy in New York. Anschließend studierte er bis 1933 an der Georgetown University in Washington. Im Jahr 1934 studierte Patterson an der University of Miami in Florida. Patterson beendete seine Ausbildung im Jahr 1939 mit einem Jurastudium an der George Washington University. Noch während seiner Studienzeit arbeitete er zwischen 1924 und 1933 für die Straßenverwaltung (Highway Department) von Connecticut. 1934 war er für die US Rubber Company tätig; zwischen 1934 und 1937 war er beim Bundesarbeitsministerium angestellt. In den Jahren 1937 und 1938 war Patterson bei der amerikanischen Sozialversicherungsbehörde beschäftigt. Danach arbeitete er bis 1940 beim Finanzministerium. Während des Zweiten Weltkrieges diente er im United States Marine Corps und beim Geheimdienst Office of Strategic Services (OSS). Dabei war er sowohl in Europa als auch in Afrika und Asien eingesetzt. Bis zu seinem Ausscheiden im Jahr 1946 erreichte er den Rang eines Majors.
Patterson war Mitglied der Republikanischen Partei. Bei den Kongresswahlen des Jahres 1946 wurde er im fünften Wahlbezirk von Connecticut in das US-Repräsentantenhaus in Washington gewählt, wo er am 3. Januar 1947 die Nachfolge von Joseph E. Talbot antrat. Nach fünf Wiederwahlen konnte er bis zum 3. Januar 1959 sechs zusammenhängende Legislaturperioden im Kongress absolvieren. Diese Zeit war vom beginnenden Kalten Krieg, dem Koreakrieg und den Diskussionen um die Bürgerrechtsbewegung geprägt. Zu Beginn von Pattersons Amtszeit im Repräsentantenhaus wurde der 22. Verfassungszusatz vom Kongress verabschiedet, der die Amtszeiten des Präsidenten regelte.
Bei den Wahlen des Jahres 1958 unterlag James Patterson dem Demokraten John S. Monagan. In den Jahren 1960 und 1970 bewarb er sich jeweils erfolglos um eine Rückkehr ins Repräsentantenhaus. Er verbrachte seinen Lebensabend in Bethlehem (Connecticut) und verstarb am 7. Februar 1989 in Camden.